# (1563) Ноэль
(1563) Ноэ́ль (лат. Noël) — небольшой астероид главного пояса, который был открыт 7 марта 1943 года бельгийским астрономом Сильвеном Ареном в обсерватории Уккел и назван в честь сына учёного, Эммануэля.

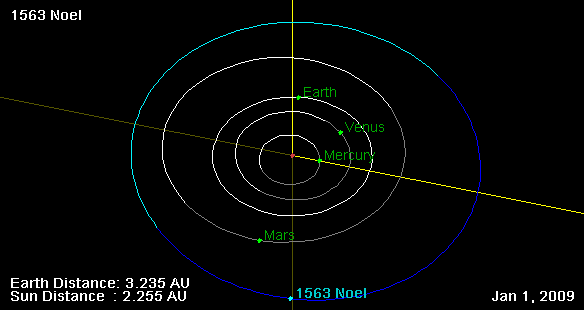
Орбита астероида Ноэль и его положение в Солнечной системе